# Olivicoltura
L'olivicoltura è la pratica agricola dedicata alla coltivazione dell'olivo (Olea europaea), pianta originaria del bacino del Mediterraneo, coltivata principalmente per la produzione di olive da tavola e olio d'oliva.

## Storia
La coltivazione dell'olivo risale a migliaia di anni fa, con testimonianze archeologiche che attestano la sua presenza già nel 4000 a.C. in Medio Oriente, in particolare nelle regioni della Mesopotamia e della Siria. La sua diffusione si estese successivamente all'antico Egitto, dove l'olio d'oliva era utilizzato non solo per scopi alimentari, ma anche nei rituali religiosi e come cosmetico.
Nell'antica Grecia, l'olivo divenne un simbolo di pace e prosperità, tanto da essere strettamente legato alla dea Atena, che secondo la mitologia lo donò agli uomini. Durante il periodo romano, l'olivicoltura conobbe una forte espansione grazie all'introduzione di nuove tecniche agricole, tra cui l'innesto e la spremitura delle olive, che permisero di migliorare la resa produttiva. L'Impero Romano favorì inoltre la diffusione dell'olivo in tutta l'area mediterranea, rendendolo una delle coltivazioni principali dell'epoca.
Durante il Medioevo, la coltivazione dell'olivo subì un declino a causa delle guerre e delle invasioni barbariche, ma fu mantenuta viva grazie al lavoro dei monaci nei conventi, che ne conservarono le conoscenze agricole. Con il Rinascimento e l'espansione del commercio mediterraneo, l'olivicoltura riprese vigore, diventando un pilastro economico per molte regioni italiane e spagnole.
Nel XIX e XX secolo, l'industrializzazione della produzione olearia e le innovazioni tecnologiche favorirono un'ulteriore espansione del settore, con la nascita delle prime aziende specializzate nella produzione e nella commercializzazione dell'olio d'oliva. Oggi, l'olivicoltura è una delle attività agricole più importanti del Mediterraneo, con un'attenzione crescente verso la sostenibilità e l'innovazione.

## Zone di produzione

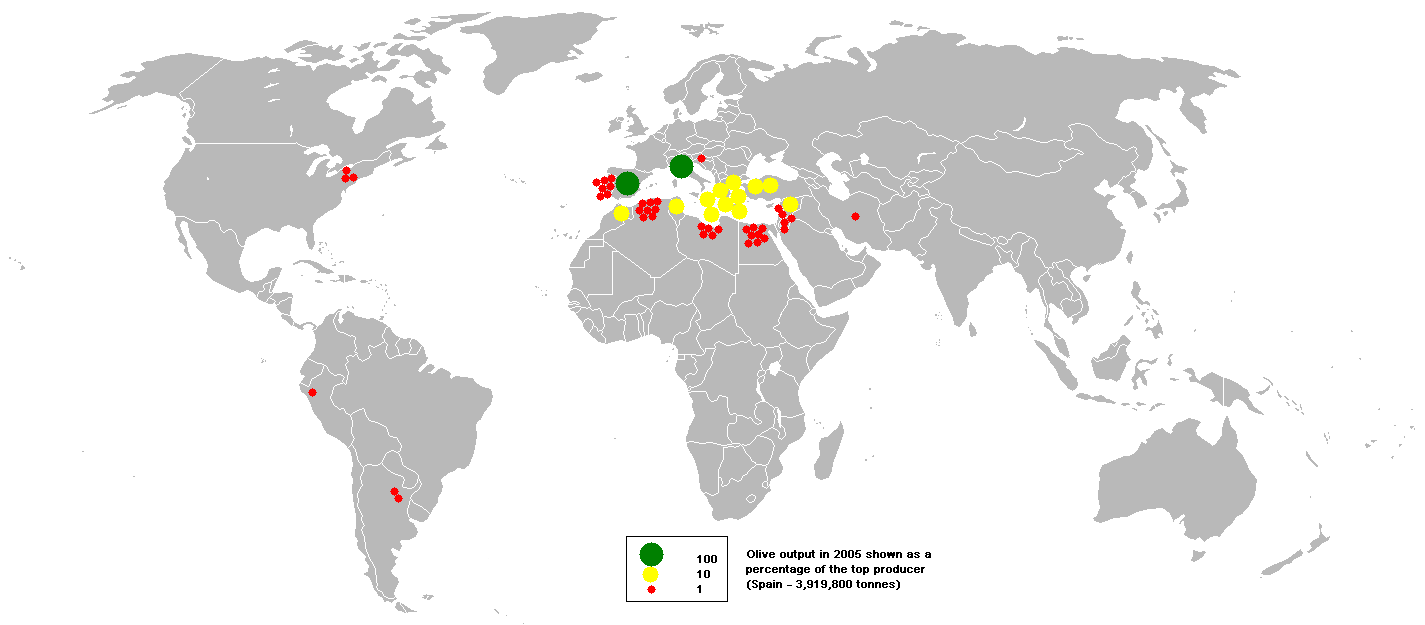
Olivicoltura nel mondo nel 2005.

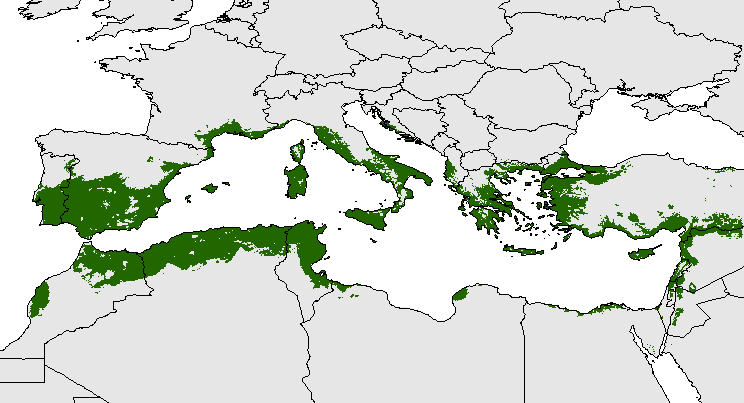
Distribuzione dell'olivo dentro il bacino mediterraneo nel 2014.

L'olivicoltura è diffusa principalmente nei paesi del bacino del Mediterraneo, grazie al clima favorevole caratterizzato da inverni miti ed estati calde e secche. I principali paesi produttori sono:
- Spagna: Primo produttore mondiale di olio d'oliva, con regioni chiave come Andalusia e Catalogna.
- Italia: Importante produttore con regioni di eccellenza come Puglia, Calabria, Sicilia e Toscana.
- Grecia: Tradizionalmente associata alla produzione di olio extravergine di alta qualità, con Creta e il Peloponneso come aree principali.
- Turchia: Con una lunga storia olivicola, produce sia olive da tavola che olio d'oliva, specialmente nelle regioni dell'Egeo e di Marmara.
- Tunisia: Uno dei principali esportatori di olio d'oliva, con coltivazioni che coprono vaste aree del paese.

L'olivicoltura è presente anche in altre regioni del mondo, come California, Argentina e Australia, dove le condizioni climatiche permettono la coltivazione dell'olivo con ottimi risultati.

## Forme di allevamento

### Cespuglio
Il sistema di allevamento a cespuglio è utilizzato per produzioni intensive, caratterizzandosi per una chioma bassa e senza tronco. Non richiede potatura e favorisce una rapida entrata in fruttificazione. Tuttavia, il sovraffollamento vegetativo porta all’ombreggiamento delle parti inferiori, riducendo la produttività basale e aumentando i rischi di attacchi parassitari. La parte apicale della chioma diventa predominante, incrementando i costi di raccolta e potatura, con la necessità di grandi tagli dopo alcuni anni.

### Globo
Questo sistema simula la forma naturale dell'olivo ed è ideale per zone con forte insolazione, proteggendo il fusto e le branche principali dal sole grazie alla folta chioma. La produzione si concentra maggiormente nella parte esterna della chioma, a causa dell'ombreggiamento interno, favorendo la protezione contro l’eccessivo calore.

### Monocono
Questo sistema di allevamento sviluppa l’olivo in verticale, con un fusto alto fino a 2-3 metri e branche che si accorciano man mano che salgono. La parte superiore della chioma è alleggerita per evitare ombreggiamenti, ma col tempo, la crescita verticale e la dissonanza tra la chioma e le radici aumentano i costi di manutenzione e riducono la produttività, con la parte basale della pianta che diventa meno produttiva.

### Vaso cespugliato
Le forme di allevamento dell'olivo rappresentano i diversi metodi con cui la pianta viene coltivata e potata, al fine di ottimizzare la produzione di frutti, migliorare la qualità dell'olio e facilitarne la gestione. La scelta della forma di allevamento dipende da vari fattori, tra cui il tipo di terreno, le condizioni climatiche, la varietà dell'olivo e gli obiettivi produttivi

### Allevamento a vaso policonico

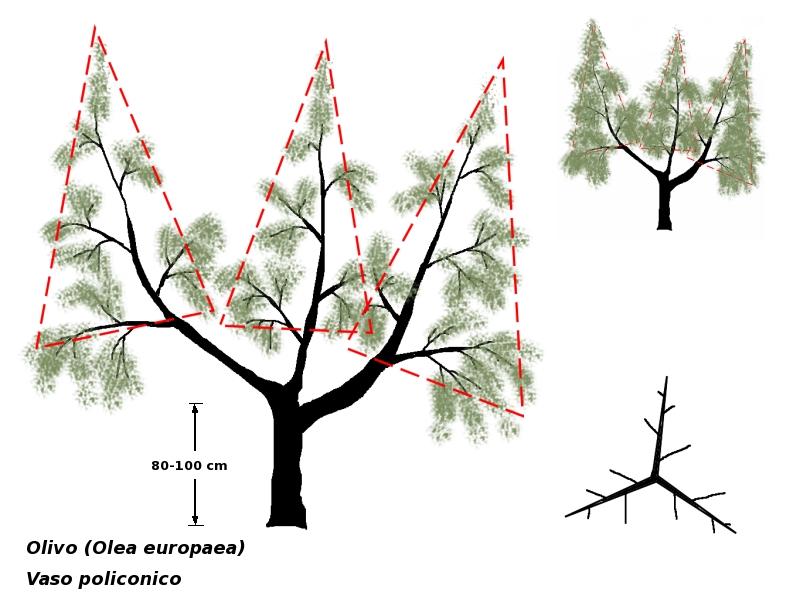
Schema di un ulivo a vaso policonico

Questa è una delle forme tradizionali più diffuse, particolarmente adatta per le cultivar di olivo che tendono a svilupparsi in modo espanso. L'albero viene potato in modo da sviluppare una struttura con più rami principali che si irradiano dalla base verso l'alto, creando una forma simile a un cono. Questa forma consente una buona esposizione della chioma alla luce solare, migliorando la fotosintesi e quindi la produzione di olive

### Allevamento a spalliera
Questa forma si caratterizza per una struttura a parete orizzontale, spesso utilizzata nei moderni impianti di oliveti intensivi. Gli alberi vengono potati per sviluppare una chioma a "livelli" orizzontali, disposti lungo un filo di supporto. Questo sistema è particolarmente vantaggioso per la raccolta meccanizzata, poiché permette di ridurre al minimo l'interferenza con la parte inferiore dell'albero e facilita il passaggio delle macchine

### Allevamento a filare
Nel caso dell'allevamento a filare, gli alberi sono disposti in file parallele, in modo che la crescita delle piante sia contenuta verticalmente, senza una vera e propria espansione laterale. Questo tipo di allevamento è comune nelle coltivazioni intensive, dove la densità degli impianti è maggiore. È un metodo che permette una gestione facile e una raccolta meccanica efficace

### Allevamento a ceppo basso
Questa forma è più adatta a terreni collinari e montani. Gli olivi vengono potati in modo che la pianta sviluppi un tronco corto, con pochi rami principali. Tale sistema offre maggiore stabilità all'albero, riducendo il rischio di danneggiamenti durante la raccolta e facilitando la manutenzione

### Allevamento a goccia
Nella forma di allevamento a goccia, l'olivo viene potato in modo che i rami principali crescano in modo più regolare, ma sempre mantenendo una forma tondeggiante o con una leggera inclinazione verso l'esterno. Questa forma è molto diffusa in zone dove si coltivano varietà di olivo adatte a raccolte con macchine moderne, in quanto la forma aiuta a ridurre i danni ai frutti durante la raccolta

### Allevamento a palmetta
Questo sistema è usato principalmente per l'olivo da frutto, in cui la pianta viene fatta crescere in maniera tale che il tronco sia il punto di partenza per numerosi rami laterali. La potatura viene effettuata per mantenere la chioma compatta e ben distribuita, facilitando l'ingresso della luce e la corretta maturazione delle olive

## Tipologie di impianto in olivicoltura

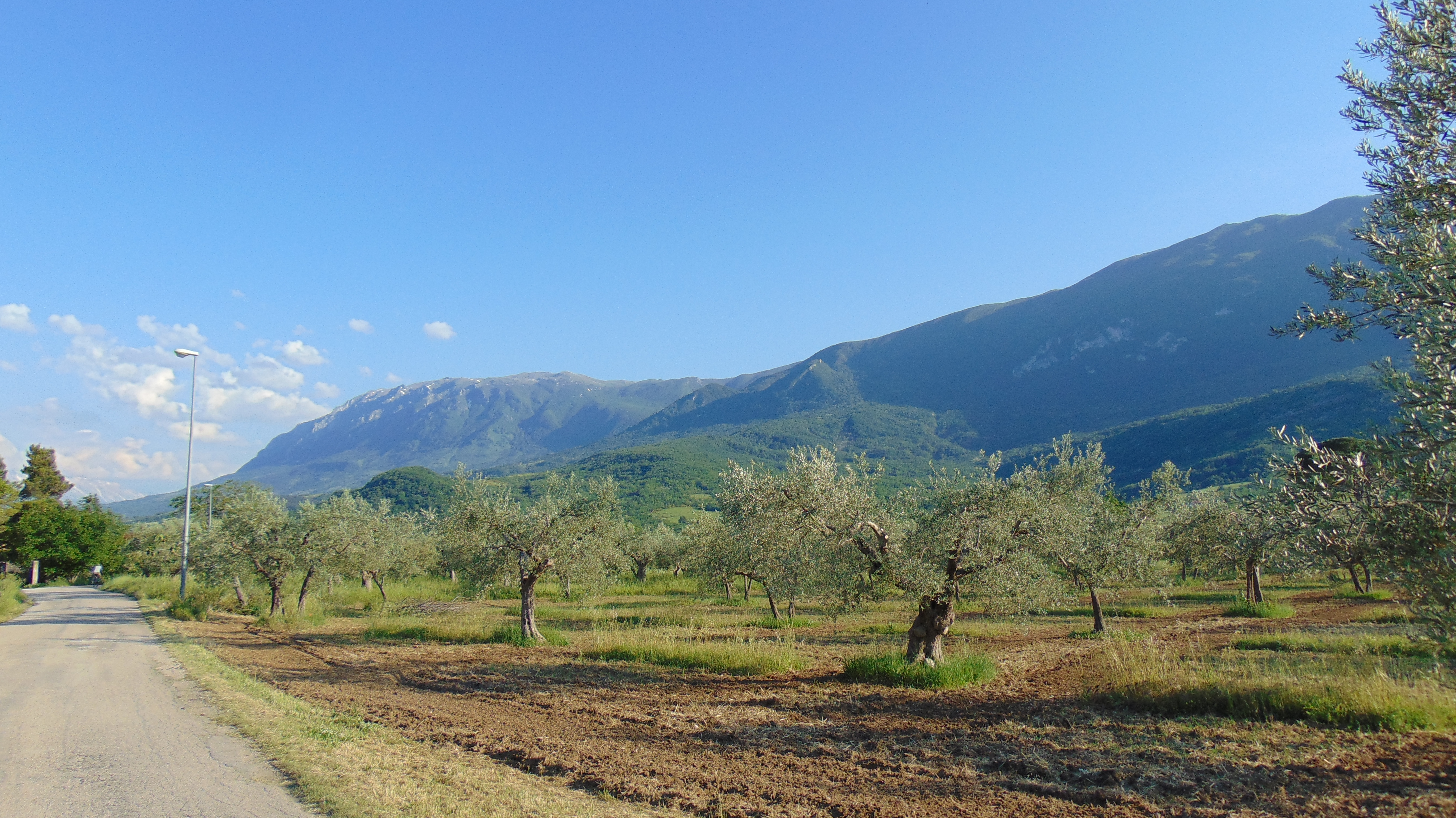
Un oliveto tradizionale di Tocco da Casauria (in Abruzzo)

Le tipologie di impianto in olivicoltura si distinguono principalmente in base alla densità di piante per ettaro, al sistema di allevamento e alla gestione colturale. Le principali tipologie sono: tradizionale, intensivo, superintensivo e biologico.

### Impianto tradizionale
L'impianto tradizionale prevede una bassa densità di piante per ettaro, solitamente tra le 80 e le 200 piante, con un sesto di impianto ampio, intorno ai 6x6 metri o superiori. Questo sistema consente alle piante di svilupparsi naturalmente, ma comporta rese più basse rispetto agli altri metodi e una maggiore difficoltà nella meccanizzazione della raccolta

### Impianto intensivo
L'impianto intensivo prevede una maggiore densità di piante, compresa tra 200 e 400 per ettaro, con un sesto di impianto ridotto, solitamente 5x5 metri. Questo sistema permette di incrementare la produttività e agevolare la meccanizzazione della raccolta, mantenendo un equilibrio tra resa produttiva e costi di gestione.

### Impianto superintensivo
L'impianto superintensivo, o ad alta densità, prevede una disposizione molto fitta delle piante, con densità superiori alle 1.200 piante per ettaro. Le piante sono allevate con una forma cespugliata e sono disposte in filari stretti, simili ai vigneti, con sesti di impianto che possono arrivare fino a 1,5x4 metri. Questo sistema consente la raccolta completamente meccanizzata tramite macchine scavallatrici, riducendo i costi di manodopera e aumentando la redditività.

### Olivicoltura biologica
L'olivicoltura biologica può essere applicata a qualsiasi tipologia di impianto (tradizionale, intensivo o superintensivo), purché vengano rispettati i principi dell'agricoltura biologica. Tra questi, l'uso di prodotti fitosanitari naturali, la gestione sostenibile del suolo e la promozione della biodiversità. Questo metodo richiede una particolare attenzione alla gestione delle avversità e alla fertilizzazione, puntando su tecniche agronomiche che preservano la salute del suolo e delle piante

## Irrigazione in olivicoltura
L'irrigazione in olivicoltura è una pratica fondamentale per garantire la produttività e la qualità dell'olio d'oliva, specialmente in aree caratterizzate da precipitazioni scarse o irregolari.
L'irrigazione permette di migliorare la crescita delle piante, aumentare la resa produttiva e prevenire fenomeni di stress idrico che possono compromettere la qualità delle olive. Il fabbisogno idrico dell'olivo varia in base alla fase fenologica, alla tipologia di suolo e alle condizioni climatiche della regione.

### Tecniche di irrigazione
Le principali tecniche di irrigazione adottate in olivicoltura sono:
- Irrigazione a goccia: la più diffusa, consente un utilizzo efficiente dell'acqua, riducendo gli sprechi e migliorando l'assorbimento da parte delle radici.
- Irrigazione a microjet: utilizza piccoli spruzzatori che distribuiscono l'acqua in un'area più ampia intorno alla pianta.
- Irrigazione a pioggia: meno comune, ma utilizzata in oliveti con impianti tradizionali o in zone con suoli particolarmente permeabili.

### Irrigazione e sostenibilità
L'uso sostenibile delle risorse idriche è cruciale per un'olivicoltura efficiente e rispettosa dell'ambiente. Le tecnologie di irrigazione di precisione e il monitoraggio dell'umidità del suolo permettono di ottimizzare l'uso dell'acqua e ridurre gli sprechi.

## Potatura
La potatura dell'olivo è una pratica agronomica fondamentale nella coltivazione dell'olivo, finalizzata a mantenere la salute e la produttività dell'albero, nonché a facilitare la raccolta delle olive. Essa consiste nel taglio e nella rimozione di rami secchi, malati o in eccesso per stimolare la crescita di nuovi germogli e migliorare la qualità dei frutti. La potatura viene effettuata principalmente in inverno, quando la pianta è in fase di riposo vegetativo, ma possono esserci interventi leggeri anche durante la stagione vegetativa per correggere la forma dell'albero.

### Tipologie di potatura
Esistono diverse tipologie di potatura in base agli obiettivi agronomici e alle pratiche locali. Le principali sono:
- Potatura di formazione: Realizzata nei primi anni di vita dell'albero, serve a stabilire una struttura che favorisca una crescita armoniosa e un buon sviluppo produttivo. Si interviene eliminando i rami inferiori e quelli troppo vigorosi che potrebbero ostacolare la formazione della chioma.
- Potatura di produzione: Focalizzata sul miglioramento della produttività dell’albero, si realizza con l'eliminazione dei rami più vecchi e favorendo lo sviluppo di quelli giovani e fruttiferi. Questo tipo di potatura aiuta anche a gestire la densità della chioma e a migliorare l'aerazione, riducendo il rischio di malattie.
- Potatura di rinnovo: Effettuata su alberi più anziani, ha lo scopo di ringiovanire la pianta, stimolando la produzione di nuovi germogli e il miglioramento della qualità delle olive.

### Tecniche di potatura
La potatura può essere realizzata manualmente o tramite l'uso di macchinari, a seconda della dimensione dell'azienda agricola e delle pratiche adottate. La potatura manuale consente un intervento più mirato e preciso, mentre quella meccanica è più rapida e adatta a impianti intensivi o superintensivi, dove gli alberi sono coltivati in file parallele. Nel caso degli impianti superintensivi, la potatura assume una funzione cruciale per la gestione dello spazio e l'efficienza produttiva, poiché gli alberi sono coltivati con densità molto elevate.

### Potatura biologica
La potatura biologica rispetta i principi dell'agricoltura biologica, evitando l'uso di prodotti chimici per trattare l’albero e promuovendo la biodiversità. In questo tipo di potatura si preferiscono metodi naturali per la gestione delle malattie e si utilizzano tecniche che migliorano la salute complessiva dell’oliveto, come il potenziamento della vegetazione tramite la rimozione selettiva dei rami.

## Difesa fitosanitaria
La difesa fitosanitaria nell'olivicoltura è una parte fondamentale della gestione agronomica degli oliveti, volta a proteggere le piante dalle malattie, dai parassiti e da altri agenti fitopatogeni. Questo processo include l'uso di pratiche agronomiche, prodotti fitosanitari e tecniche innovative per mantenere la salute delle piante e garantire una produzione di olive di qualità.

### Malattie e parassiti principali
Le piante di olivo sono suscettibili a diverse malattie e parassiti che possono compromettere la loro crescita e la qualità del raccolto. Tra le malattie più comuni si trovano la Ceratocystis fimbriata, responsabile del disseccamento del tronco, e la Xylella fastidiosa, che causa la morte della pianta. Inoltre, i parassiti più dannosi includono la mosca dell'olivo (Bactrocera oleae), che danneggia i frutti, e il ragnetto rosso (Tetranychus urticae), che attacca le foglie. 

### Tecniche di difesa
La difesa fitosanitaria nell'olivicoltura può essere attuata attraverso diverse tecniche, che vanno dalla lotta chimica a quella biologica, passando per il monitoraggio e l'uso di tecnologie innovative.
- Lotta chimica: L'applicazione di prodotti fitosanitari è una delle pratiche più comuni, sebbene venga regolata per ridurre l'impatto ambientale e sulla salute umana. I trattamenti chimici sono generalmente mirati alla lotta contro la mosca dell'olivo e altri parassiti. È fondamentale seguire le linee guida sulle dosi e i tempi di intervento per evitare danni alle piante e al terreno
- Lotta biologica: Una tecnica sempre più diffusa è l'uso di organismi viventi per il controllo dei parassiti. L'introduzione di insetti utili, come le coccinelle, per contrastare i parassiti delle piante, e l'uso di nematodi per il controllo di alcune larve, sono esempi di strategie biologiche
- Tecniche agronomiche: la gestione del suolo e delle piante è un altro strumento fondamentale nella difesa fitosanitaria. La potatura, il diradamento e la rotazione delle colture sono pratiche che contribuiscono a mantenere un ambiente sano per gli olivi. L'introduzione di varietà resistenti alle malattie è anche una strategia che sta guadagnando popolarità
- Tecnologie avanzate: la difesa fitosanitaria nell'olivicoltura si avvantaggia anche di innovazioni tecnologiche, come l'uso della meccanizzazione e dell'agricoltura di precisione. Tecniche come l'irrigazione a goccia, l'uso di droni per il monitoraggio e la raccolta di dati in tempo reale, e l'automazione nella distribuzione dei pesticidi consentono una gestione più mirata e meno invasiva dell'oliveto.

### Olivicoltura biologica
L'olivicoltura biologica pone particolare enfasi sulla protezione dell'ambiente e sulla riduzione dell'uso di sostanze chimiche. In questo contesto, la difesa fitosanitaria si concentra sull'uso di prodotti naturali, come olio di neem, piretro e zolfo, e sulla prevenzione delle malattie attraverso la gestione agronomica. La rotazione delle colture e la biodiversità nell'oliveto sono considerazioni fondamentali per mantenere la salute dell'ecosistema

## Fertilizzazione in Olivicoltura
La fertilizzazione in olivicoltura è una pratica agricola fondamentale per garantire la salute e la produttività dell'olivo. Essa si compone di vari aspetti, tra cui la gestione dei nutrienti nel suolo e l'uso di fertilizzanti, sia organici che chimici, per stimolare la crescita delle piante e migliorare la qualità e quantità della produzione.

### Fertilizzazione Tradizionale
La fertilizzazione tradizionale dell'olivo si basa sull'uso di concimi organici, come il letame e compost, che vengono applicati periodicamente per reintegrare i nutrienti nel suolo. Questo tipo di fertilizzazione, se ben gestita, consente di migliorare la struttura del terreno e favorire la crescita delle radici, creando un ambiente favorevole per le piante di olivo.

### Fertilizzazione Meccanizzata e Superintensiva
Con l'avvento delle tecniche moderne, l'olivicoltura ha visto l'introduzione di metodi più efficienti e meccanizzati per la fertilizzazione. In particolare, la fertilizzazione superintensiva è una tecnica che mira a ottimizzare l'uso dei fertilizzanti per massimizzare la resa per unità di superficie, soprattutto nelle coltivazioni di olivi a densità molto elevata. Questa tecnica implica l'uso di fertilizzanti minerali adatti per stimolare la produzione, mantenendo al contempo il controllo sull'uso delle risorse e minimizzando l'impatto ambientale.

### Fertilizzazione Biologica
Nel contesto della crescente domanda di prodotti biologici, l'olivicoltura biologica ha introdotto pratiche di fertilizzazione che evitano l'uso di fertilizzanti chimici. In queste pratiche, vengono utilizzati solo concimi organici e pratiche di gestione del suolo che favoriscono la biodiversità e il ciclo naturale dei nutrienti. Gli oliveti biologici sono inoltre caratterizzati da una gestione integrata dei parassiti e una riduzione al minimo dell'uso di prodotti di sintesi, puntando sulla sostenibilità del sistema agricolo.

### Tecniche di Fertilizzazione e Gestione del Suolo
Per ottenere una fertilizzazione efficace, è importante considerare la tipologia di suolo e le esigenze specifiche della varietà di olivo coltivato. Le analisi del suolo sono fondamentali per determinare i bisogni nutrizionali della pianta e pianificare la distribuzione ottimale dei fertilizzanti. In aggiunta, le tecniche di fertirrigazione, che combinano l’irrigazione e la distribuzione di nutrienti, stanno diventando sempre più popolari nella gestione delle coltivazioni di olivo, consentendo una distribuzione mirata e precisa delle risorse.

### Impatti Ambientali e Sostenibilità
La fertilizzazione e l'uso di fertilizzanti nell'olivicoltura devono essere gestiti in modo tale da minimizzare gli impatti ambientali, tra cui la contaminazione del suolo e delle acque. L'adozione di pratiche sostenibili, come la gestione dei nutrienti e l'uso oculato dei fertilizzanti, è cruciale per garantire la lunga durata delle coltivazioni e la preservazione dell'ambiente naturale.